# Kolonia Przerąb
Kolonia Przerąb (do 2008 Przerąb) – wieś w Polsce położona w województwie łódzkim, w powiecie radomszczańskim, w gminie Masłowice. Do 2007 roku formalnie była kolonią i nosiła nazwę Przerąb.
W latach 1975–1998 miejscowość należała administracyjnie do województwa piotrkowskiego.